# Xã Gilead, Michigan
Xã Gilead (tiếng Anh: Gilead Township) là một xã thuộc quận Branch, tiểu bang Michigan, Hoa Kỳ. Năm 2010, dân số của xã này là 661 người.